# طران (کنارک)
طران یک روستا در ایران است که در استان سیستان و بلوچستان واقع شده‌است. طران ۴۴۶ نفر جمعیت دارد.